# 혜문 (고려)
혜문(惠文: ?~1234년)은 고려의 승려이다. 자(字)는 빈빈(彬彬), 호(號)는 월송화상(月松和尙), 속성은 남, 본관은 고성이다.

## 생애
수도 개성에 올라와 가지산문의 승려가 되었다.
30세가 넘어 승과(僧科)에 뽑혔고, 여러 번 계급을 거쳐 대선사(大禪師)에 이르렀다.
1232년(고종19)에 화악사에 머물렀고 수도 개성에서 보제사(普濟寺)에 우거(寓居)하면서 불법을 전하기도 했다. 이 해에 조정에서 수도를 강화도로 옮겼다(강화천도). 보제사도 몽골의 침략을 받았기 때문에 운문사로 가서 3년을 지낸 뒤인 1234년(고종21)에 사망했다.
사람됨이 강직했고 이름난 사대부들도 그와 교류가 많았다. 이인로(李仁老)·이규보(李奎報)·최종선(崔宗善)·유충기(劉冲基) 등이다. 이규보는 20세 시절부터 그와 교류했으며, 서신을 주고받기도 했다. 또한 그의 시에 차운하기도 했다. 이인로도 그를 위해 시 한 수를 보내주기도 했다. 또한 시를 짓는 것을 좋아해 산인(山人)의 체를 얻었다. 《동문선》에 시 한 수가 수록되어 있다.

## 전기 자료
- 이규보, 《동국이상국집》, 〈전집〉37, 문선사의 애사